# Nubleo
Nubleo (spanska: Nubledo) är en kommunhuvudort i Spanien.   Den ligger i den autonoma regionen Asturien, i den norra delen av landet, 400 km nordväst om huvudstaden Madrid. Nubleo ligger 57 meter över havet och antalet invånare är 15 955.